# 剑桥大学哈默顿学院

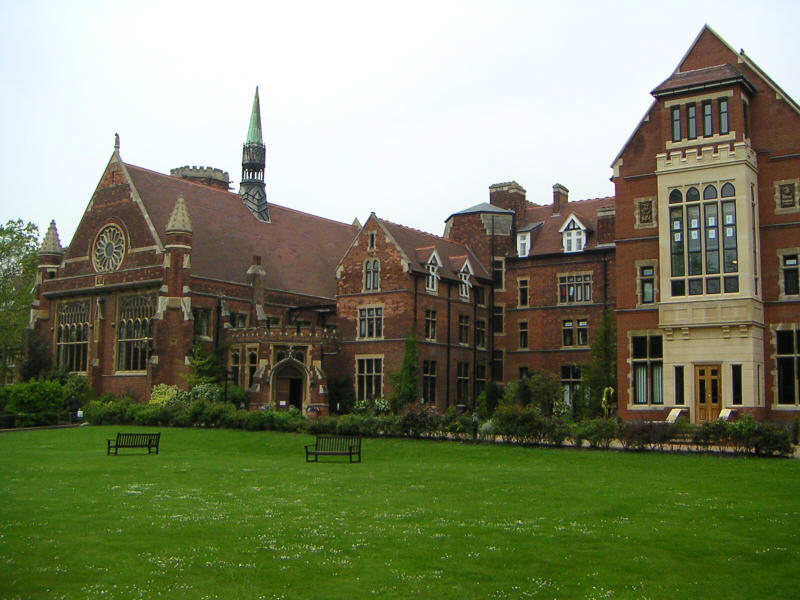

哈默頓學院（Homerton College）是英國劍橋大學的其中一個學院，其建築物建於1824年，學院則成立於1976年。
位于剑桥学院群落的最南端，在Hills Road上。学院原不属于剑桥，1976年才并入。哈默頓學院的学生以学习文科居多，尤其是教育学，因为剑桥的教育系Education Faculty就在学院的后门外，所以有学生戏称可以穿着睡衣去上课。
学院的建筑以红砖为主，其中最古老的建筑是吃饭厅，据说建于17世纪。而其他部分可以说较为年轻，门房(Porter's Lodge)1997年由爱丁堡公爵奠基。学院内有美丽的草坪作英式橄榄球的训练场地，因而学院的橄榄球队的成绩十分令人瞩目。